# Футболист (газета, Москва)
Футболи́ст (рус. дореф. Футболистъ) — спортивная газета, выходившая в Москве в 1913 году. Имела подзаголовок «Выходит накануне футбольных и легкоатлетических состязаний». Объём — 4 страницы. Первый номер вышел 3, а последний — 31 августа 1913 года; всего вышло 6 номеров. Редактором-издателем выступал А. Г. Юзбашев.